# Jordbro
Jordbro är en bebyggelse och kommundel i Haninge kommun på Södertörn i Stockholms län. Jordbro är ett samhälle av småstadskaraktär uppbyggt kring Jordbro centrum och med gångavstånd till Nynäsbanans pendeltågsstation. Här kombineras flerbostadshus med småhus uppförda huvudsakligen på 1960- och 1970-talen. Orten är känd för Jordbro industriområde som är ett av Stockholmsregionens största i sitt slag. 

## Historik

### Forntid
Platsen var bebodd åtminstone på äldre järnåldern troligen redan för över 4 000 år sedan som stenåldersboplatser, lämningar från bronsåldern och järnåldersgravfält vittnar om. Det största är Jordbro gravfält, ett grav- och boplatsområde belägen mellan Jordbro och Västerhaninge. Med en utbredning om 750x50-280 meter anses det vara Mälardalens största gravfält och var troligen i bruk under 1000 år från cirka 500 f.Kr. till 500 e.Kr.

### Namnet
Jordbro är ett gammalt torpnamn och omnämns som Jolbro på en arealavmätningskarta från 1720. På 1700-talet fanns även en krog vid namn Jordbro som låg intill landsvägen mellan Västerhaninge och Stockholm. Krogen existerade fram till 1856. Marken ägdes av svenska kyrkan och brukades av en torpare, därav namnet Jordbro torp. När Nynäsbanan drogs fram här kring sekelskiftet 1900 delade den marken i en östra och en västra del. Jordbrotorpet syns fortfarande på ett flygfotografi från 1975 men revs kort därefter. Intill ligger de sista resterna av Lillsjön. Idag finns här en anläggning för Opus Bilprovning och den där belägna Jordbrotorpsvägen påminner om stället.

## Det moderna Jordbro
På 1950-talet diskuterade man frågan om en ny utrikesflygplats för Stockholm. Bromma var på väg att bli för litet, särskilt för nya långdistansplan. Jordbro föreslogs av Luftfartsstyrelsen, men det var för nära försvarets flygbas i Tullinge. Man valde bland flera alternativ och bestämde slutligen att flygplatsen skulle ligga norr om Upplands-Väsby trots det långa avståndet, och kallade den Arlanda.

### Bostadsområdet

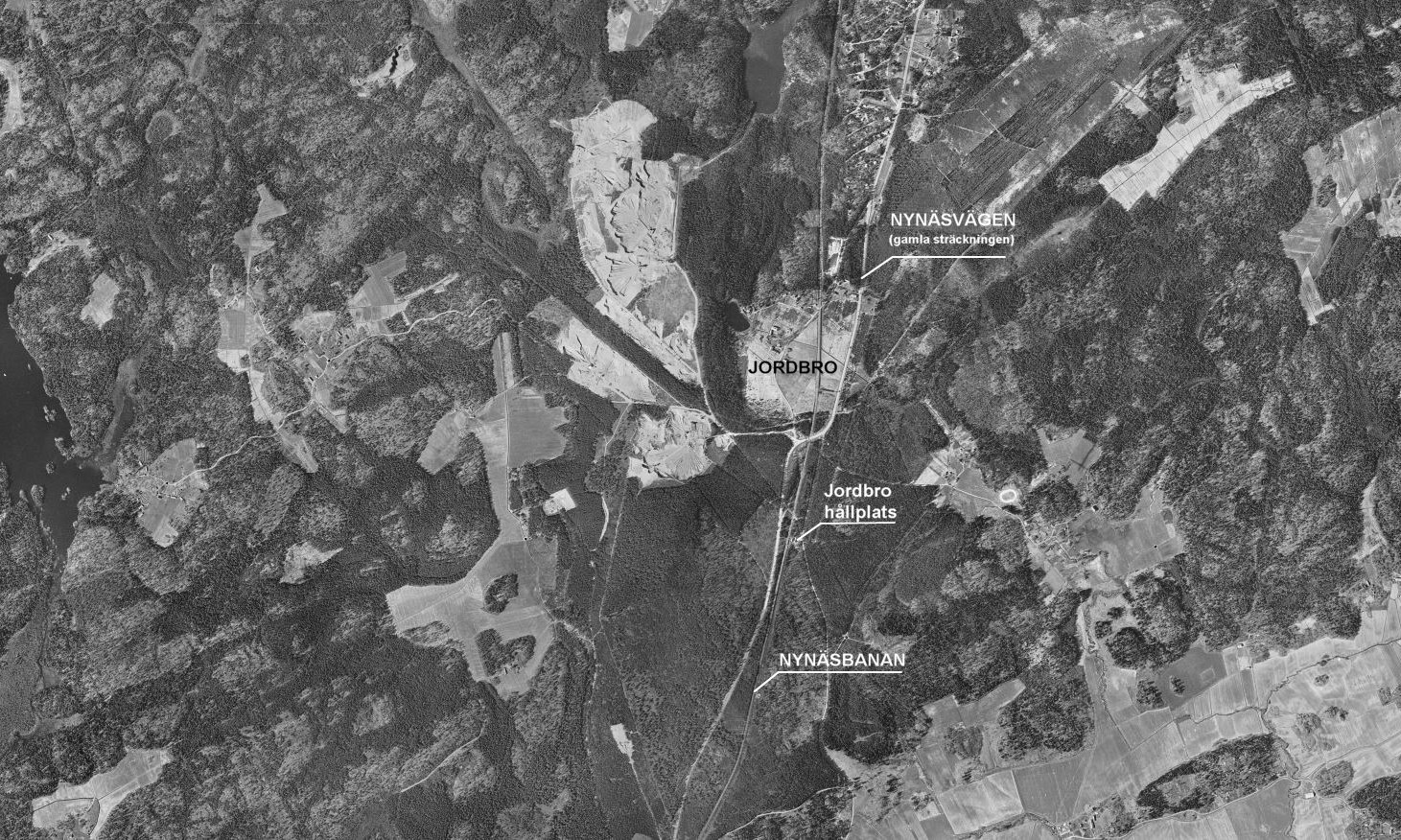
Jordbro från luften innan byggstart för den nya kommundelen omkring 1960.

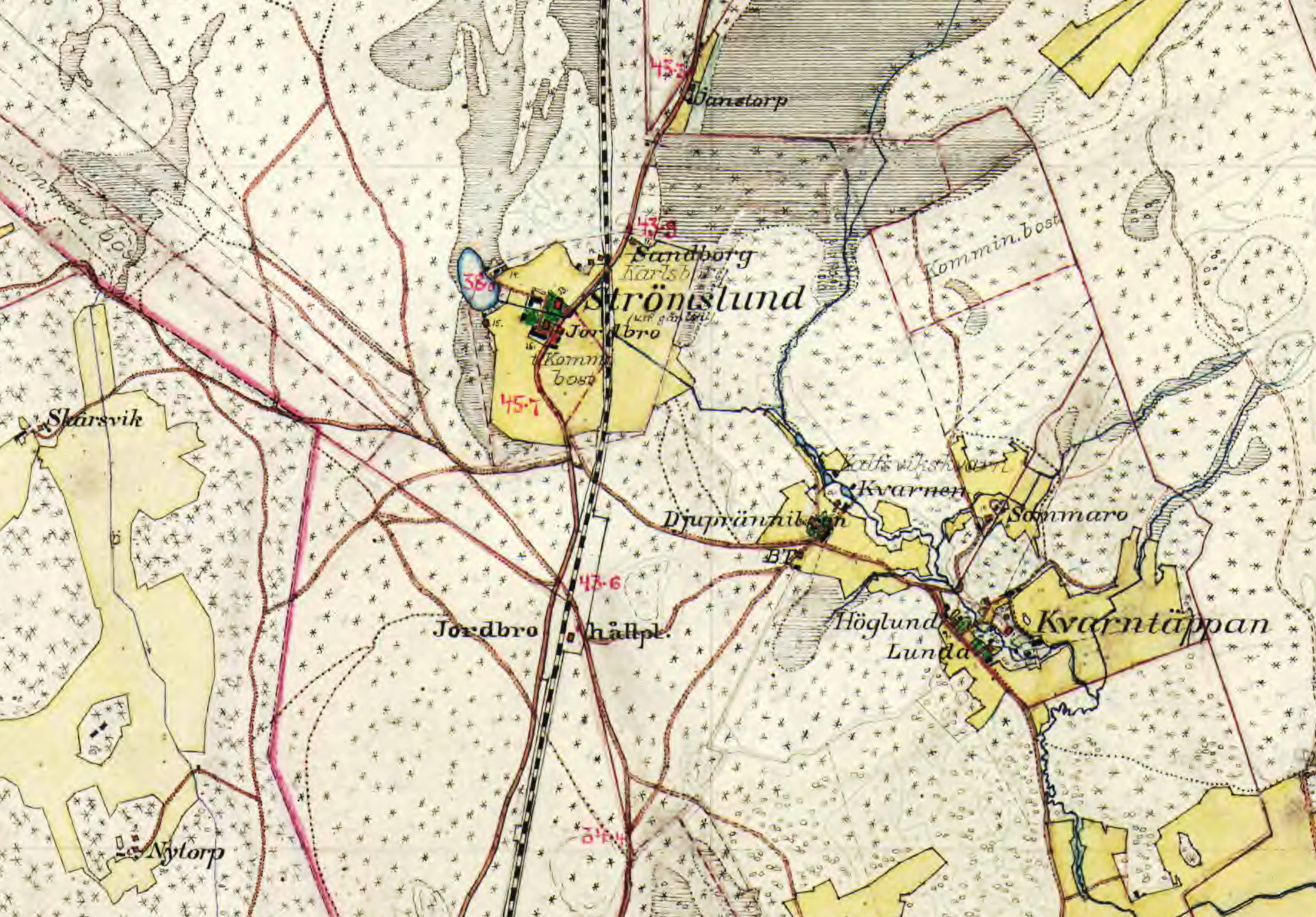
Jordbrotorpet och omgivning 1900.

Den moderna bostadsbebyggelsen i Jordbro anlades på östra sidan om järnvägen och i direkt anslutning till Jordbro station. Stadsplaneringen började på tidigt 1960-tal, kallat Jordbro bostadsområde etapp I, och upprättat 1961 av Eglers Stadsplanebyrå (genom arkitekterna Harry Egler och Ebbe Lidemark) samt fasställd i september 1962.
Byggarbetena började 1963. För själva starten svarade byggfirman Anders Diös, som uppförde 90 lägenheter i trevåningshus. Dagens Nyheter beskrev i sin utgåva från 21 november 1963 det nya bostadsområde enligt följande: ”Nu rasar tallarna på löpande band i Jordbro, den skogiga grusås i Österhaninge strax söder om Handen där Stor-Stockholm skall få ett nytt stort bostadsområde för 12 000 människor”. Så många blev det dock aldrig, först år 2020 fanns drygt 11 600 individer i Jordbro. Det skulle bli en lugn småstad där trevåningslängor varvats med småhuslängor och med parkstråk där emellan. Enligt kommunens reklam skulle de boende få ”hälsosam luft, ja rena sanatorieluften” i Jordbro.
Merparten av bostadsbebyggelsen uppfördes under 1960- och 1970-talen i ramen för miljonprogrammet. En centrumanläggning anlades i slutet av Moränvägen kring Hurtigs torg. Torget och den intilliggande parken har sitt namn efter båtsmannen Nils Andersson Hurtigs båtsmanstorp från 1700-talet, som revs 1966. I anslutning till Jordbro centrum ligger Jordbro kyrka byggd 1971.
Tidiga vägnamn i det nya Jordbro är Blockstensvägen, Moränvägen och Sandstensvägen samt Södra Jordbrovägen som går parallellt med järnvägen. Däremellan bildades kvarter med namn Långbäling, Bredskäret, Skärgården, Kummelskäret och Stenkistan. På 1960-talet delade gamla Nynäsvägen fortfarande det nya samhället i en bostadsdel och en industridel. Först 1975 invigdes nuvarande sträckning (nu som motorväg) öster om samhället.

### Jordbro centrum
Jordbro centrum utformades som ett stadsdelscentrum för det nya Jordbro och skulle betjäna omkring 9 600 boende. Centrumet anlades längst in på Moränvägen. För den arkitektoniska utformningen stod Eglers stadsplanebyrå AB genom arkitekt Harry Egler som även upprättade de första stadsplanerna för Jordbro.  Centrumbebyggelsen bestod till en början av sex fristående en- och tvåvåningsbyggnader med gångar däremellan. Viss utökning av centrumanläggningen skedde i slutet av 1980-talet. Gångarna fick även ett klimatskyddande glastak. Kommunen arbetar för närvarande (2021) med ny detaljplan som syftar till att fler bostäder och en ny centrumanläggning skall kunna byggas i centrala Jordbro.

### Industriområdet

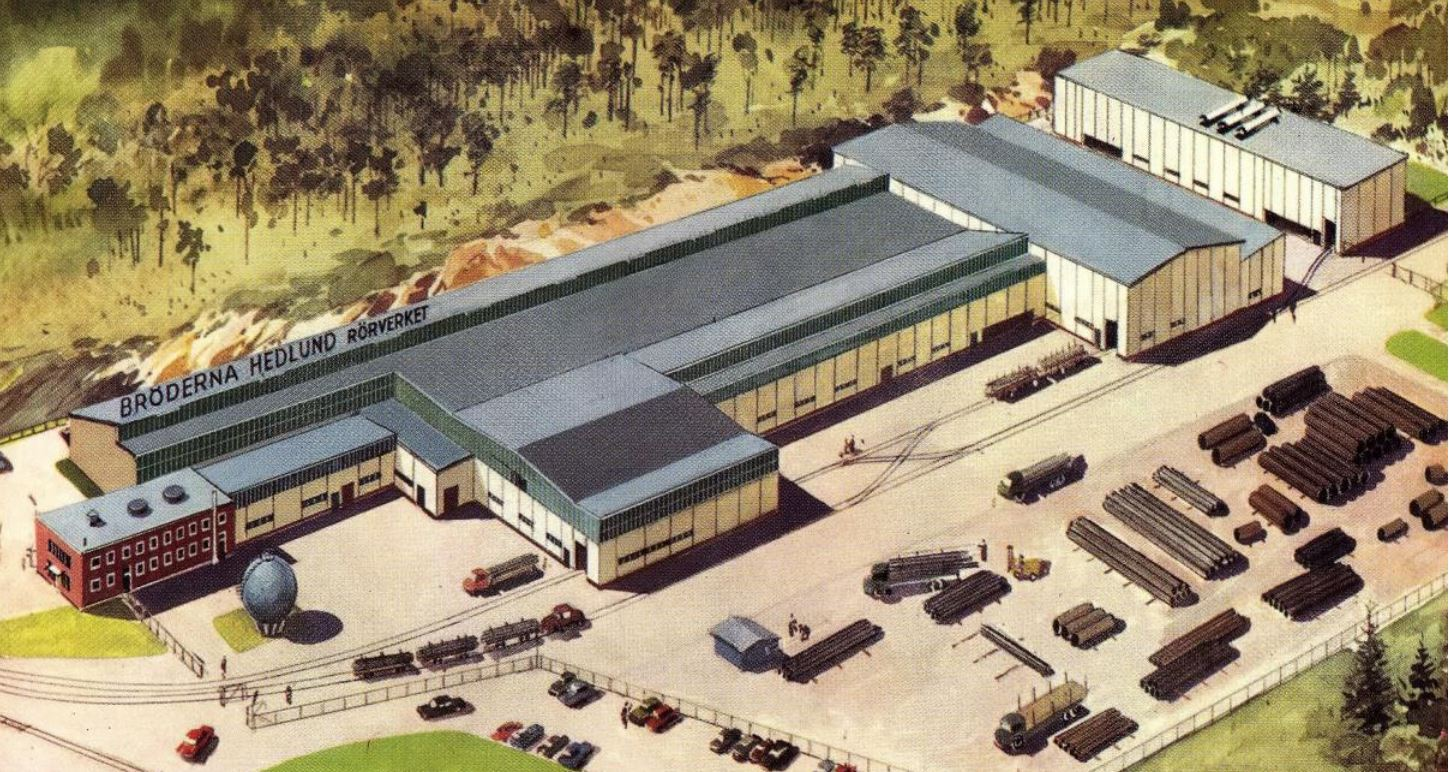
Bröderna Hedlunds Rörverk, 1960-tal.

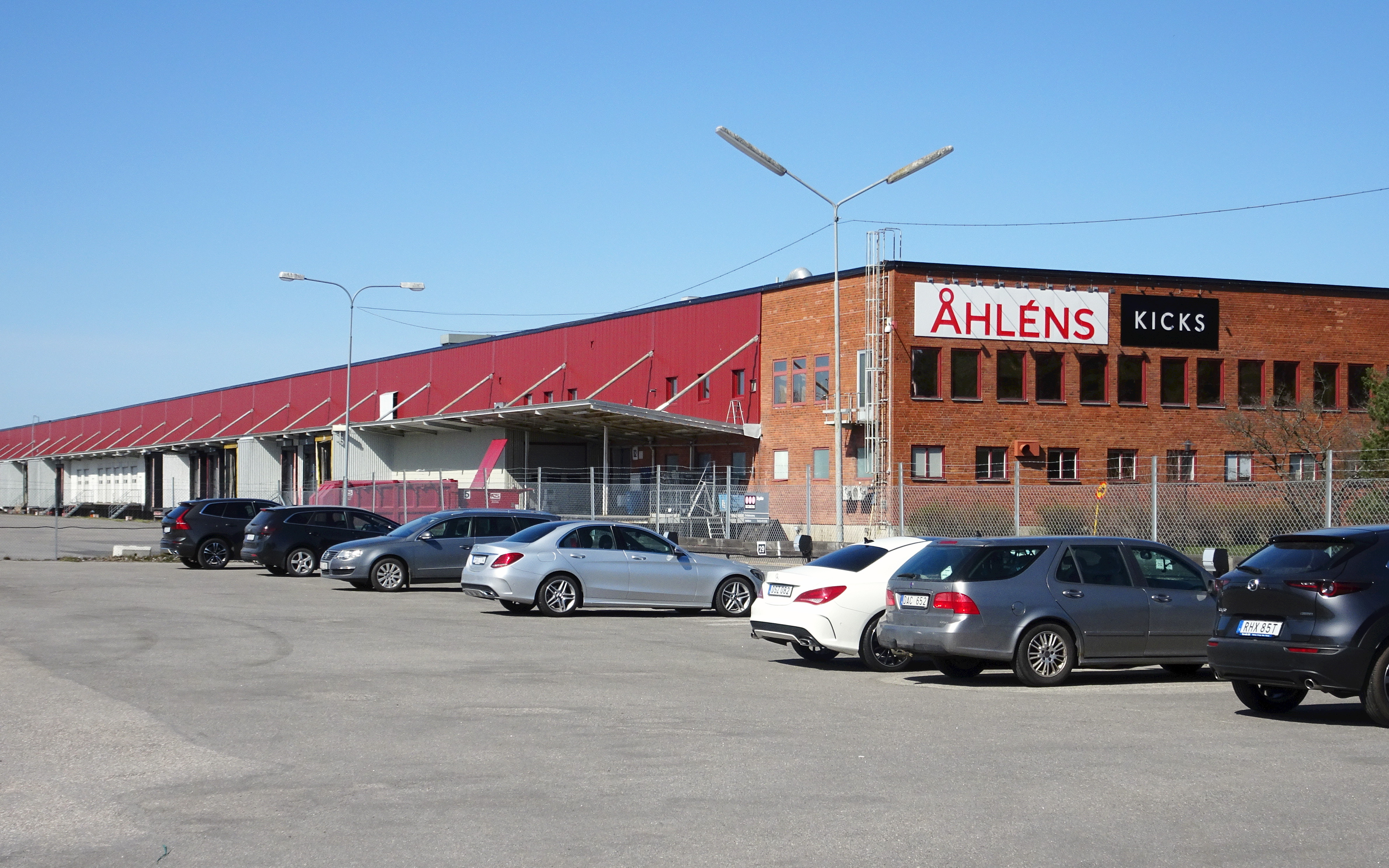
Åhléns centrallager, april 2021.

Jordbro industriområde planlades med sin första etapp i början av 1970-talet. Industriområdet anlades väster om järnvägen med en bro till bostäderna på östra sidan. Marken var på 1960-talet ett i stort sett ett obebyggt skogsområde med några större sand- och grustäkter. Det första större företag som fanns här var Bröderna Hedlund som byggde 1961 en fabrik för rörtillverkning vilken kom att bli Jordbros första stora arbetsplats (se Bröderna Hedlunds Rörverk). Rörverket lades ner 1991, därefter övertog Coca-Cola tomt och lokaler. Rörvägen inom området påminner fortfarande om verksamheten.
År 1968 fastställde kommunen en generalplan för ”Österhaninges norra tätortsområde” (Österhaninge generalplan). År 1972 beslutade kommunens planeringsutskott att en stadsplan skulle upprättas för aktuella delar av ett framtida industriområde. Därmed skulle ett av kommunen sedan länge önskat centralt beläget industriområde bli verklighet samtidigt ville man få de pågående grustäkterna ”under kontroll”. 1975 antog kommunfullmäktige en dispositionsplan för Jordbro industriområde som sedan låg till grund för upprättande av delstadsplaner. Även här svarade Eglers Stadsplanebyrå för planarbetet.
Industriområdet, även kallat ”Jordbro Företagspark” har sedan dess utvecklats kontinuerligt. Idag (2020) finns en lång rad verksamheter av olika storlek och omfattning inom området. De är uppdelade i tre kategorier: Motor & Logistik, Industri & Produktion samt Handel & Service. Övervägande är stora distributionsanläggningar bland annat för Dagab, Lagena, Åhléns, ICA och även för Osram som dock flyttade 2016 till Globenområdet.  
Med sina 200 hektar planlagd mark är Jordbro industriområde ett av Stockholmsregionens största i sitt slag. Totalt uppger kommunen 289 företag med cirka 1780 anställda. Det enskild största företaget i Jordbro industriområde är dryckesjätten Coca-Cola European Partners som invigde sin fabrik i områdets södra del i september 1998 efter en dragkamp mellan 29 kommuner som ville ha anläggningen placerad hos just dem.

### Pendeltågsstationen
Jordbro är en station i Stockholms pendeltågsnät, belägen mellan stationerna Handen och Västerhaninge. Den öppnades 1901 som en lokaltågshållplats på Nynäsbanan där trafiken startade samma år. Den var länge mycket enkelt utformad med ett regnskydd intill ett enkelspår. När pendeltågstrafiken startade år 1973, byggdes en station med mötesspår och gångtunnel till mellanliggande perrong. När bandelen år 1996 byggdes ut till ett dubbelspår, fick även stationen en upprustning. Jordbro har även en godsstation samt en godsterminal för bolaget Green Cargo.

## Tätorten Jordbro
Den centrala bebyggelsen har vid befolkningsredovisningar från 1965 till 2023 av SCB klassats som en tätort vari även industriområdet ingår. Vid avgränsningen 2023 klassades området som en del av tätorten Västerhaninge.

### Befolkningsutveckling

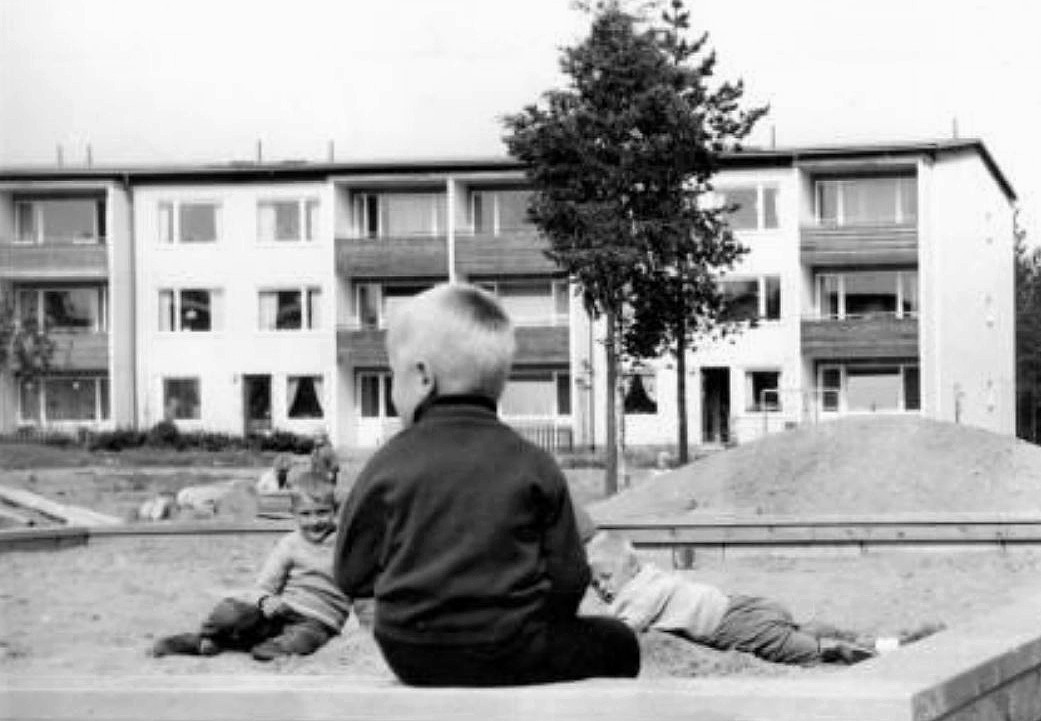
Jordbros låghusbebyggelse, 1960-talet.

| Befolkningsutvecklingen i Jordbro 1965–2020 | Befolkningsutvecklingen i Jordbro 1965–2020 | Befolkningsutvecklingen i Jordbro 1965–2020 | Befolkningsutvecklingen i Jordbro 1965–2020 | Befolkningsutvecklingen i Jordbro 1965–2020 |
| ------------------------------------------- | ------------------------------------------- | ------------------------------------------- | ------------------------------------------- | ------------------------------------------- |
|                                             |                                             |                                             |                                             |                                             |
| År                                          |                                             |                                             | Folkmängd                                   | Areal (ha)                                  |
| 1965                                        | 1965                                        |                                             | 1 533                                       |                                             |
| 1970                                        | 1970                                        |                                             | 6 005                                       |                                             |
| 1975                                        | 1975                                        |                                             | 5 767                                       |                                             |
| 1980                                        | 1980                                        |                                             | 9 169                                       |                                             |
| 1990                                        | 1990                                        |                                             | 9 796                                       | 407                                         |
| 1995                                        | 1995                                        |                                             | 9 022                                       | 443                                         |
| 2000                                        | 2000                                        |                                             | 9 414                                       | 449                                         |
| 2005                                        | 2005                                        |                                             | 9 316                                       | 449                                         |
| 2010                                        | 2010                                        |                                             | 10 291                                      | 468                                         |
| 2015                                        | 2015                                        |                                             | 10 757                                      | 478                                         |
| 2020                                        | 2020                                        |                                             | 11 607                                      | 490                                         |
| Anm.: Ny tätort 1965                        |                                             |                                             |                                             |                                             |

## Sport, fritid och skolor

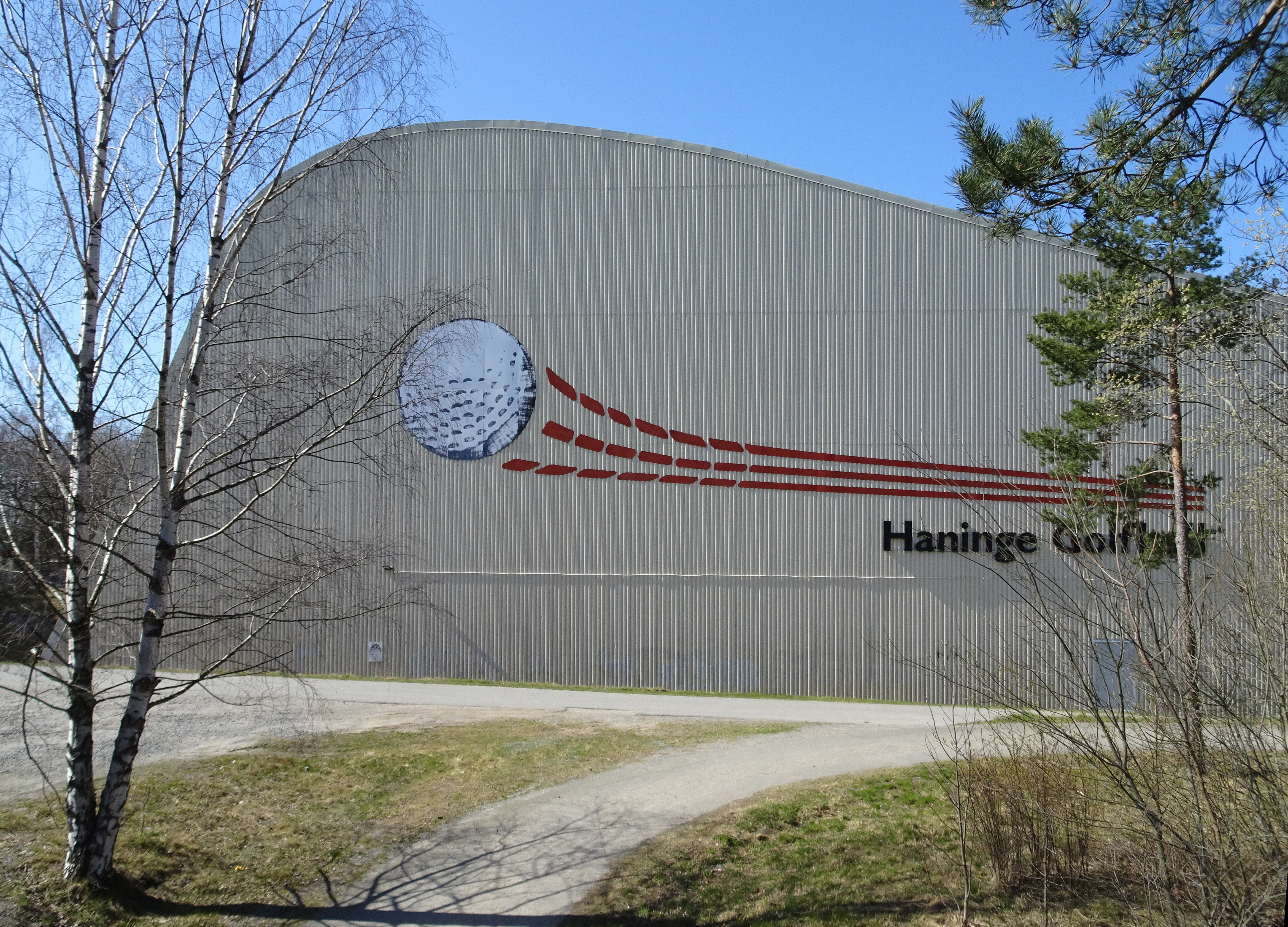
Haninge golfhall.

I Jordbro finns det ett antal fotbollsplaner, tennisplaner och basketkorgar samt ett elljusspår. På Jordbro industriområde finns det en rackethall samt (mellan Jordbro och Västerhaninge) en ishall och en utomhusisbana. Inklämd mellan järnvägen och Nynäsvägen ligger en mindre golfbana och Haninge golfhall. Söder och öster om Jordbro ligger några gårdar med ridhästar. Jordbro har även två ungdomsgårdar samt ett utomhusbad, Höglundabadet, med en 25-metersbassäng samt två mindre bassänger.
Väster om Jordbro industriområde ligger skogsområdet Hanveden som är en populär utflyktsplats med vissa relativt orörda skogspartier (inklusive Paradisets naturreservat), ett flertal små sjöar, varav Öran ligger närmast Jordbro, samt Tornberget som med sina 111 meter över havet är Haninge kommuns och även Stockholms läns högsta punkt. Söder om Jordbro utbreder sig Gullringskärrets naturreservat som bildades i april 1986.
Skolor i Jordbro, samtliga är låg- och mellanstadieskolor: 
- Höglundaskolan,
- Kvarnbäcksskolan,
- Fredsduvan en montessoriskola

## Jordbro i media
Filmaren Rainer Hartleb följde i över 30 år livet hos ett antal familjer i Jordbro. Detta ledde till ett antal dokumentärfilmer (Jordbrosviten), bland annat Från en barndomsvärld (1974) och En pizza i Jordbro (1994) som vann en Guldbagge. Även filmen Måste gitt (samt tv-serien som bygger på filmen) är inspelad i förorten.

## Bilder

Bostadsområdet
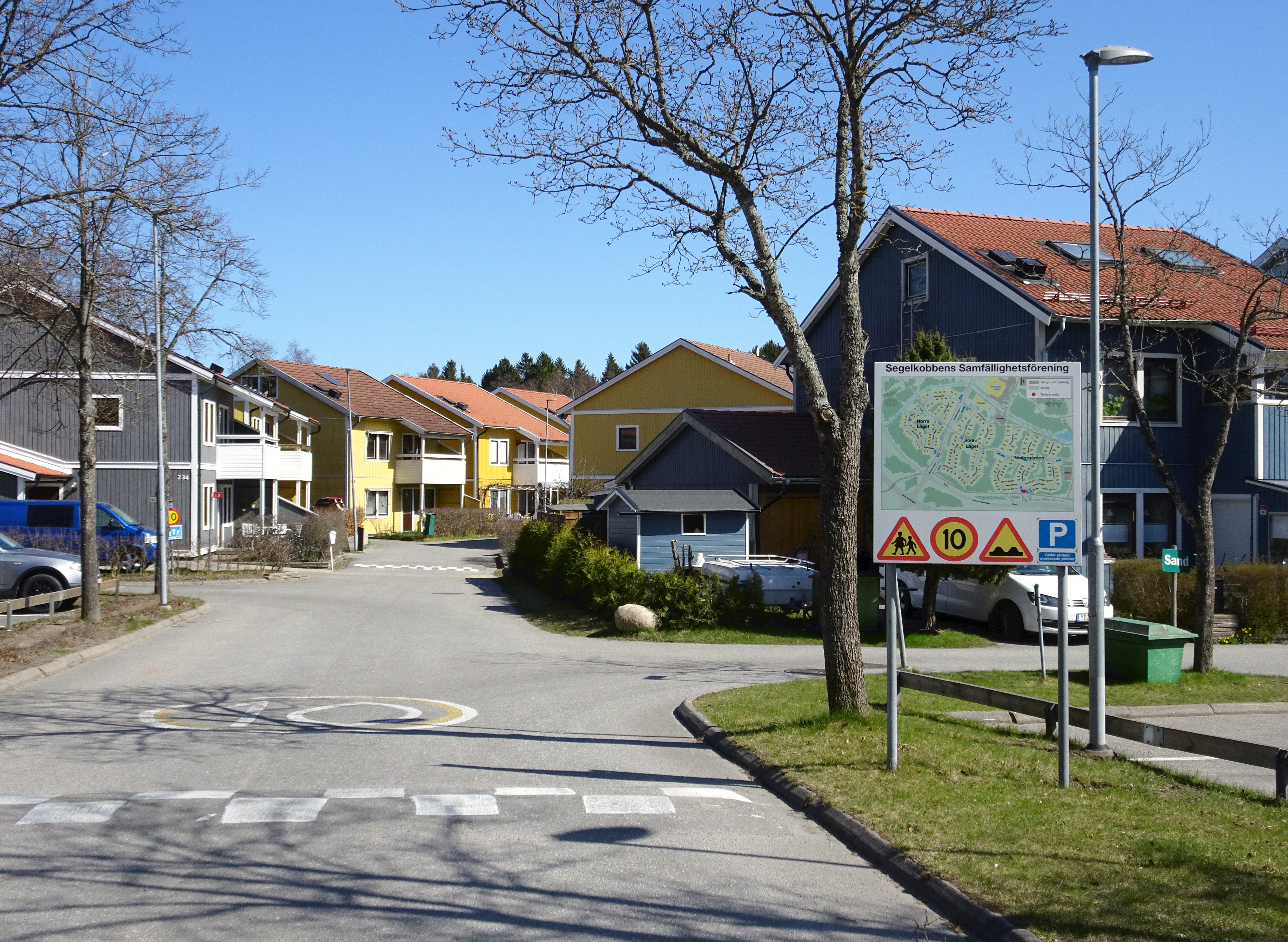
Jordbro, Mostensvägen.
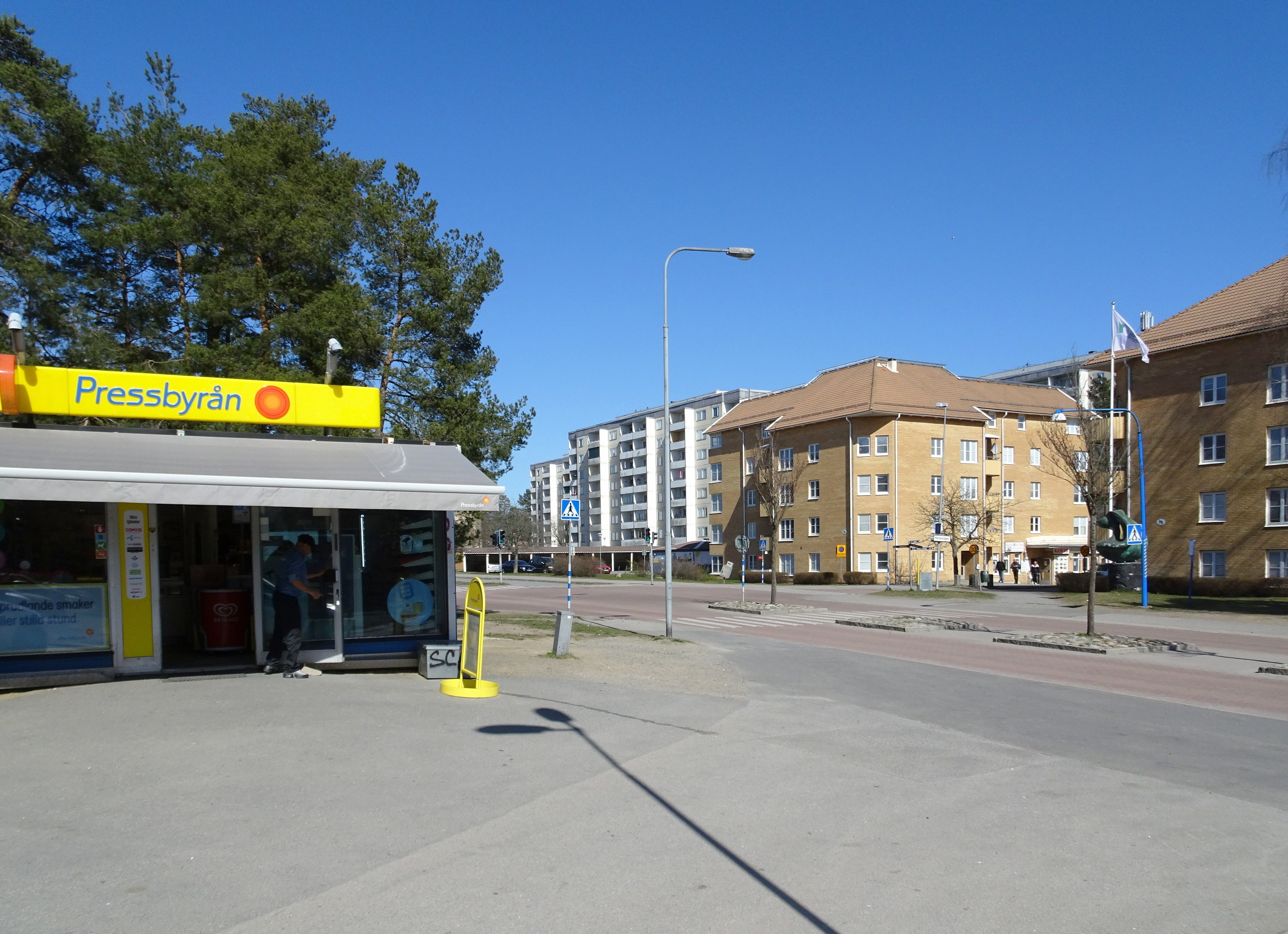
Jordbro, Södra Jordbrovägen.
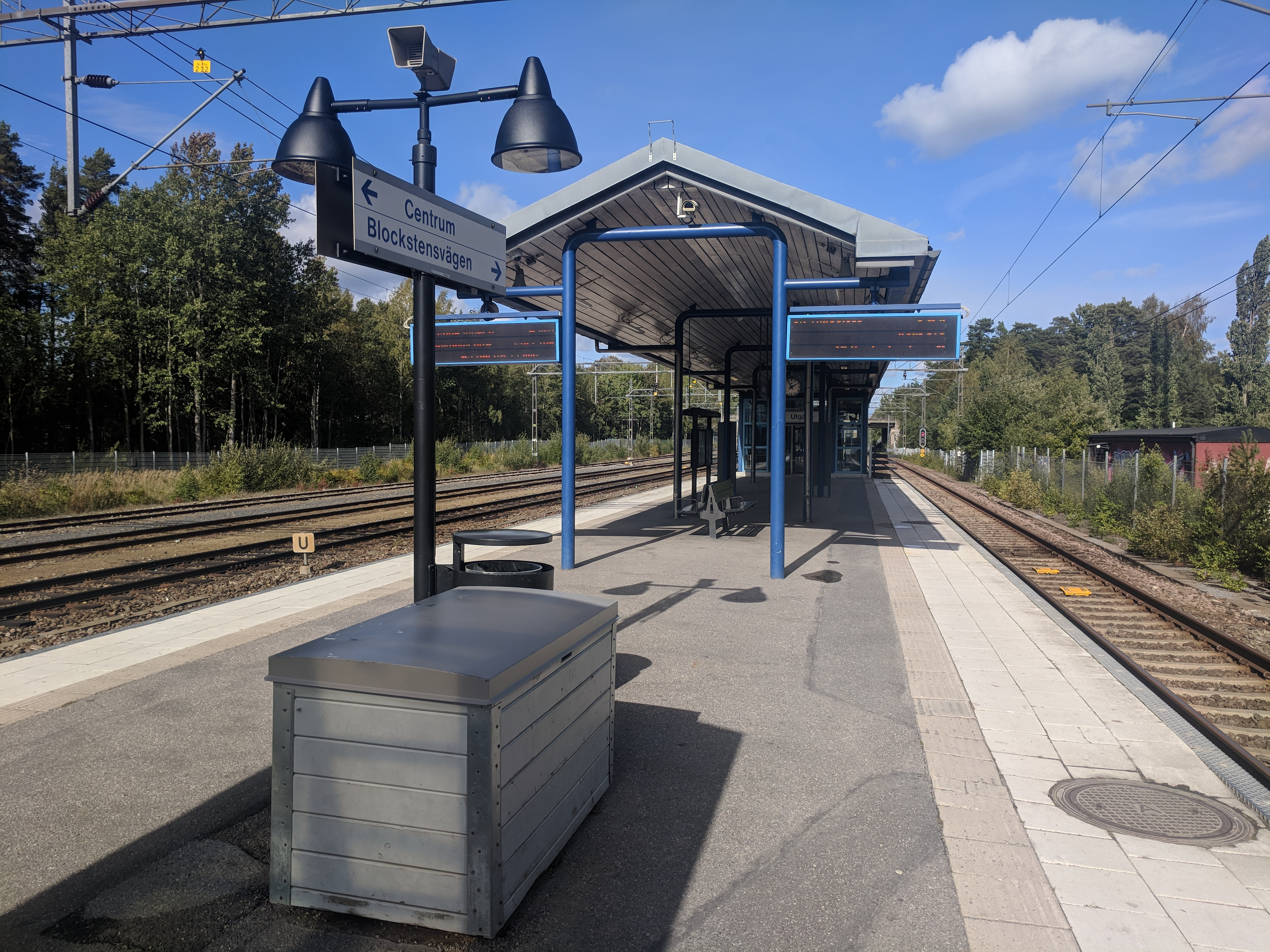
Jordbro station.
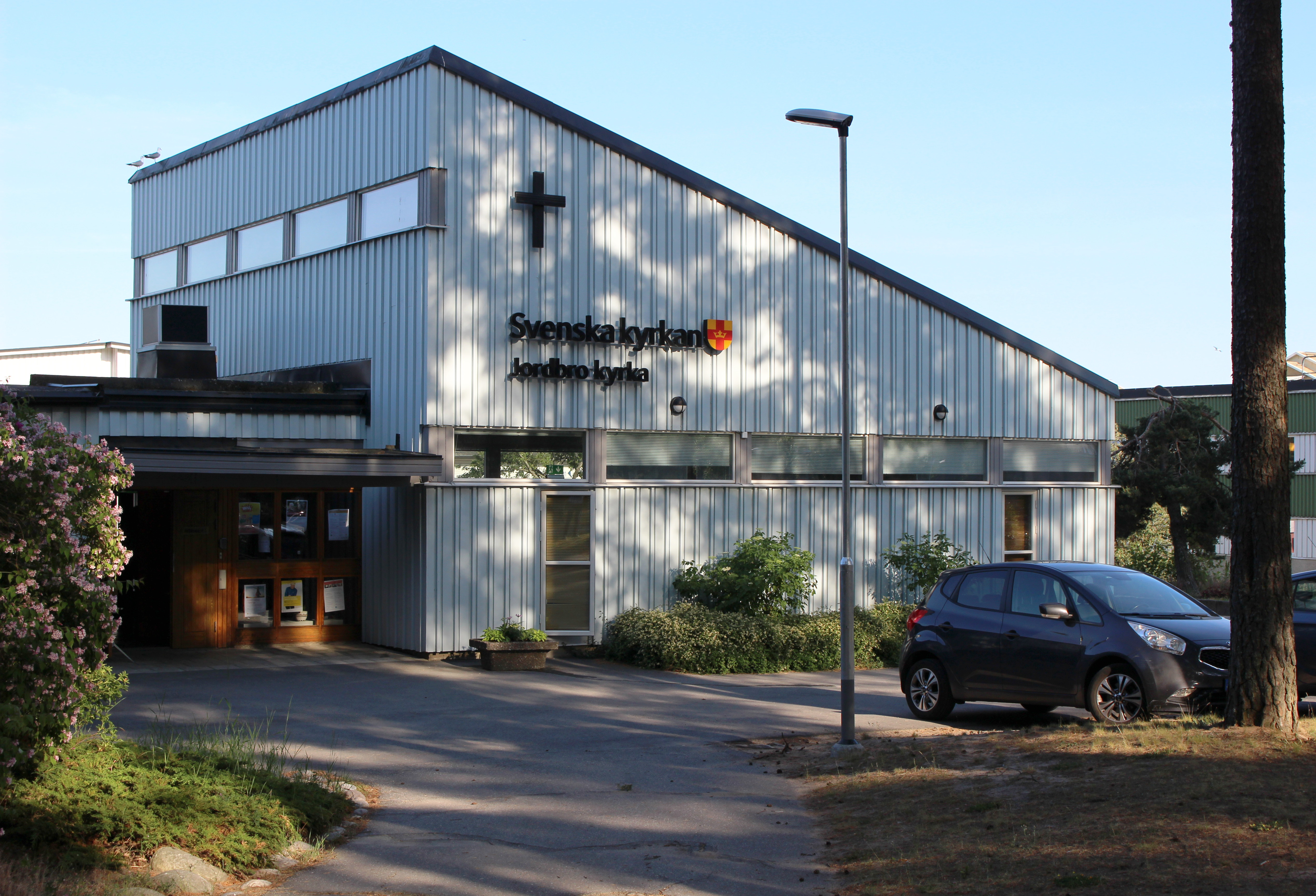
Jordbro kyrka.

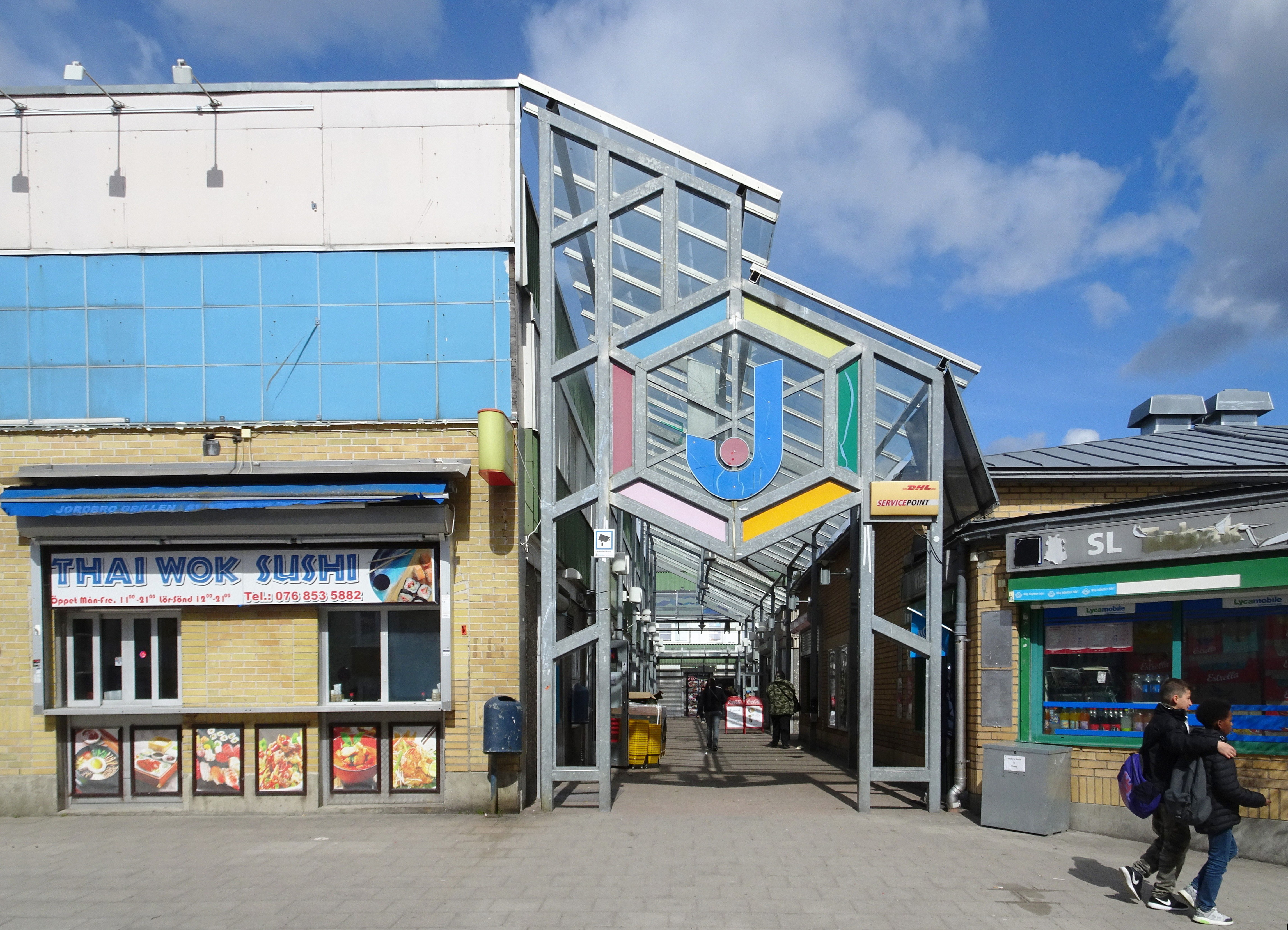
Jordbro centrum.
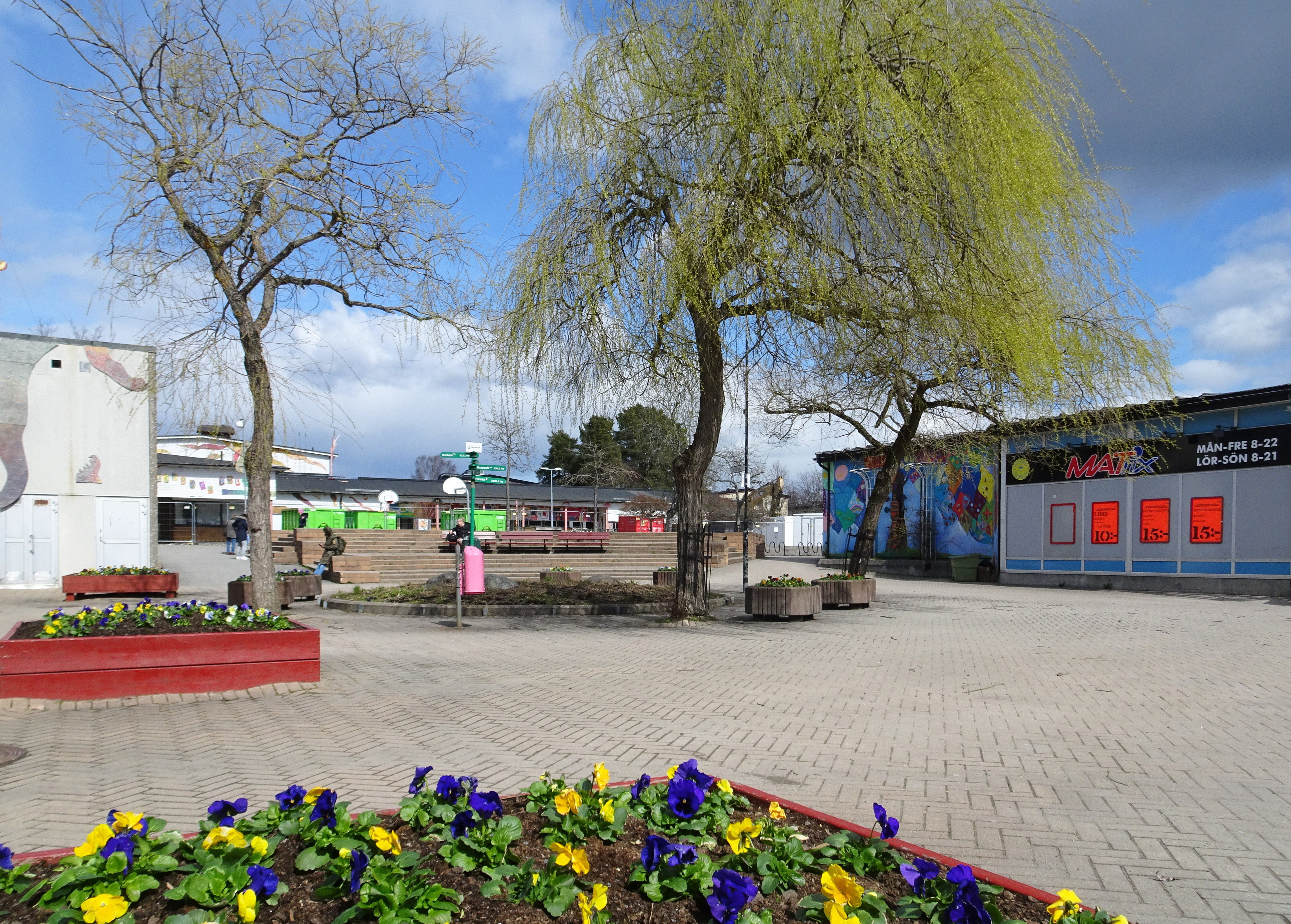
Hurtigs torg.
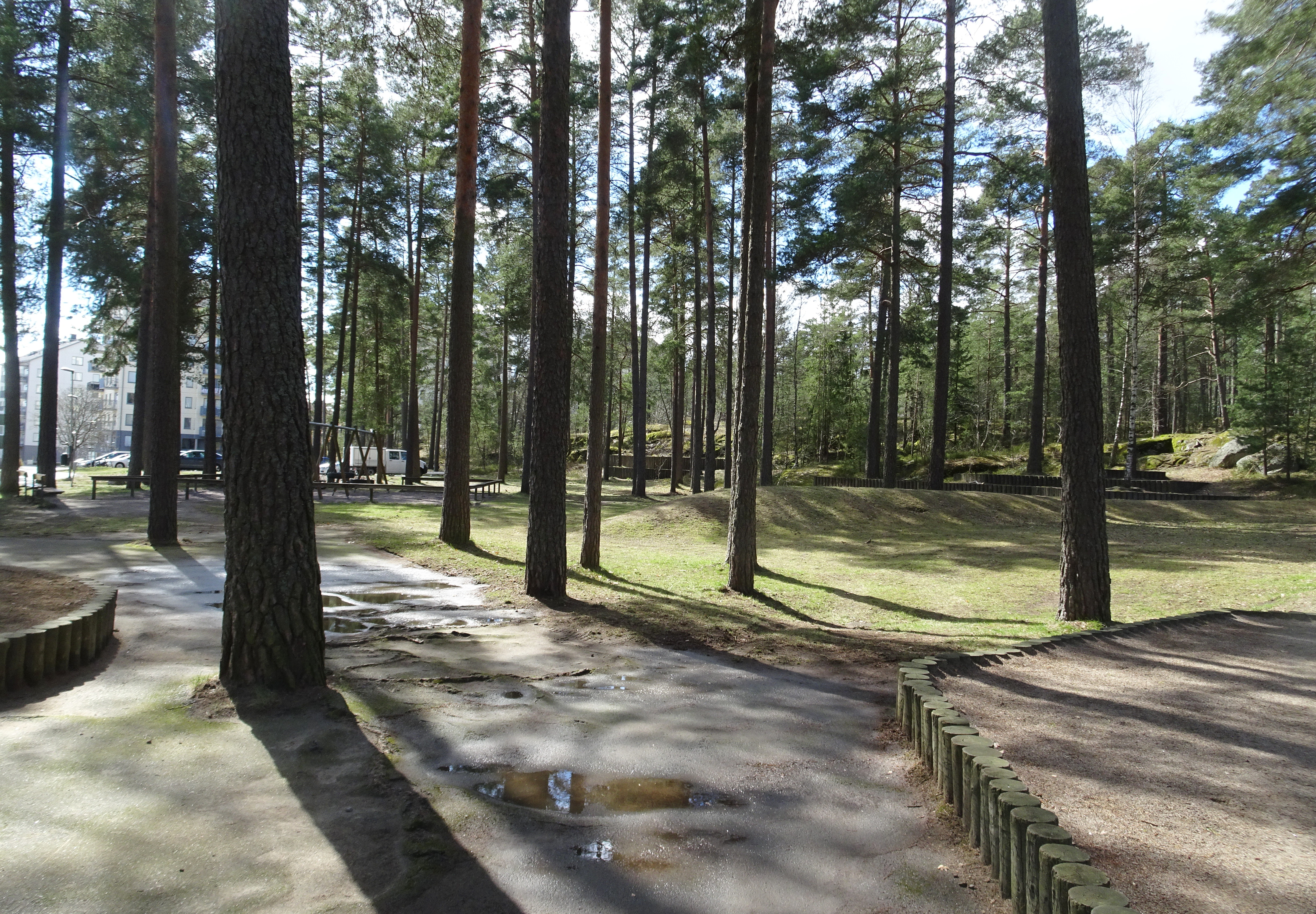
Hurtigs park.
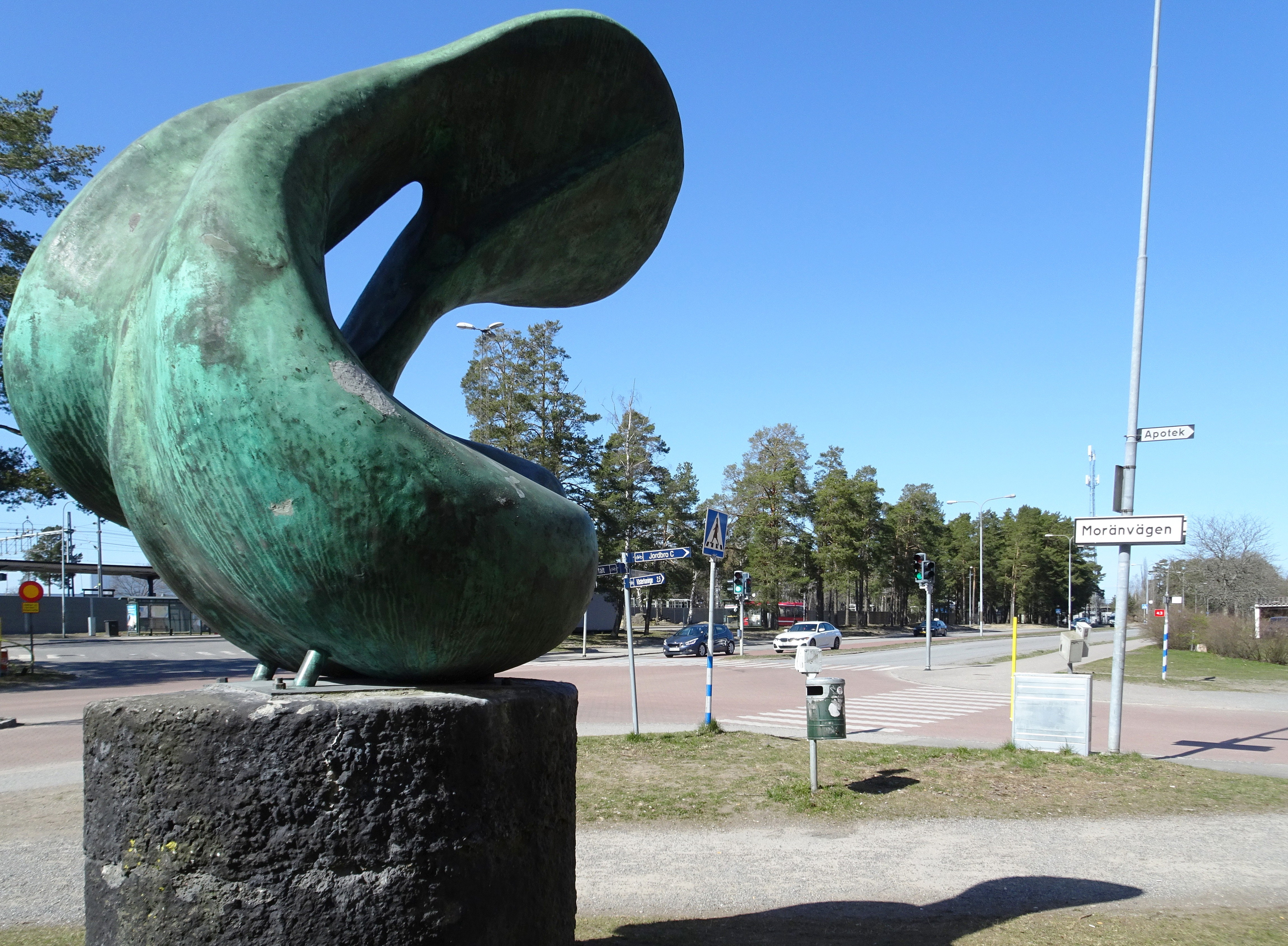
Skulptur "Vågen" av Axel Nordell avtäckt 1966.

Industriområdet
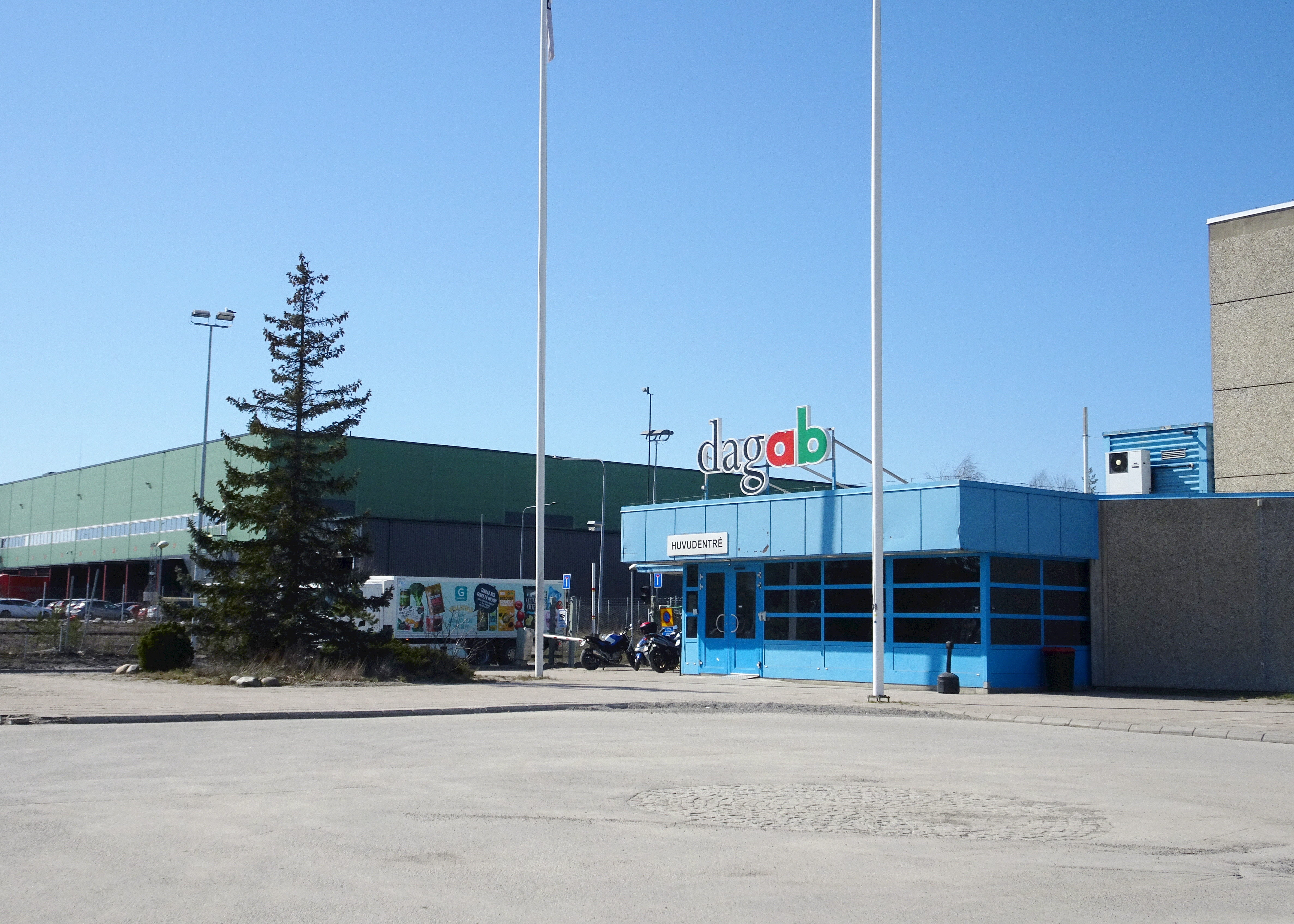
Dagab, Lillsjövägen 9.
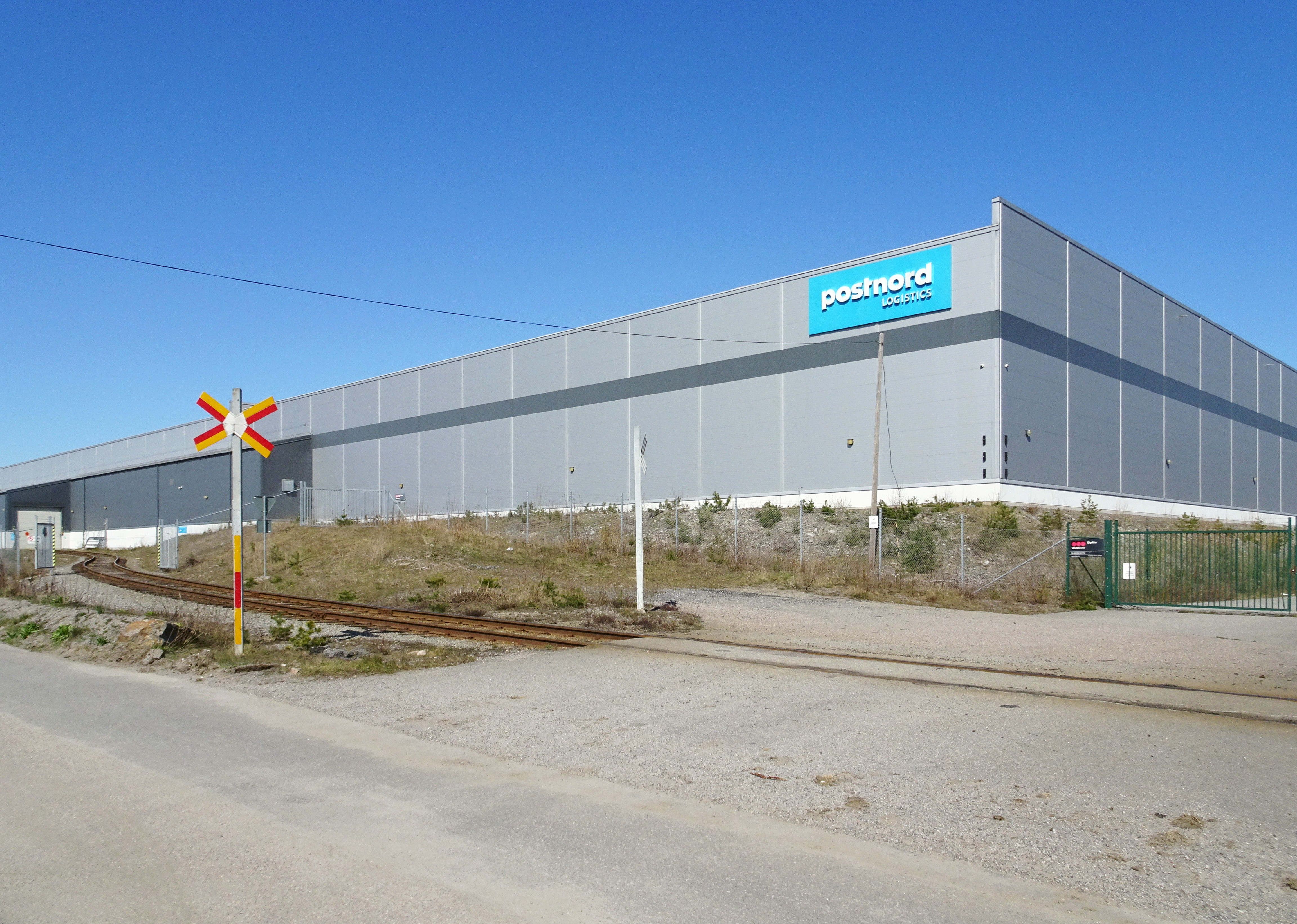
Postnords logistics, Lillsjövägen 52.
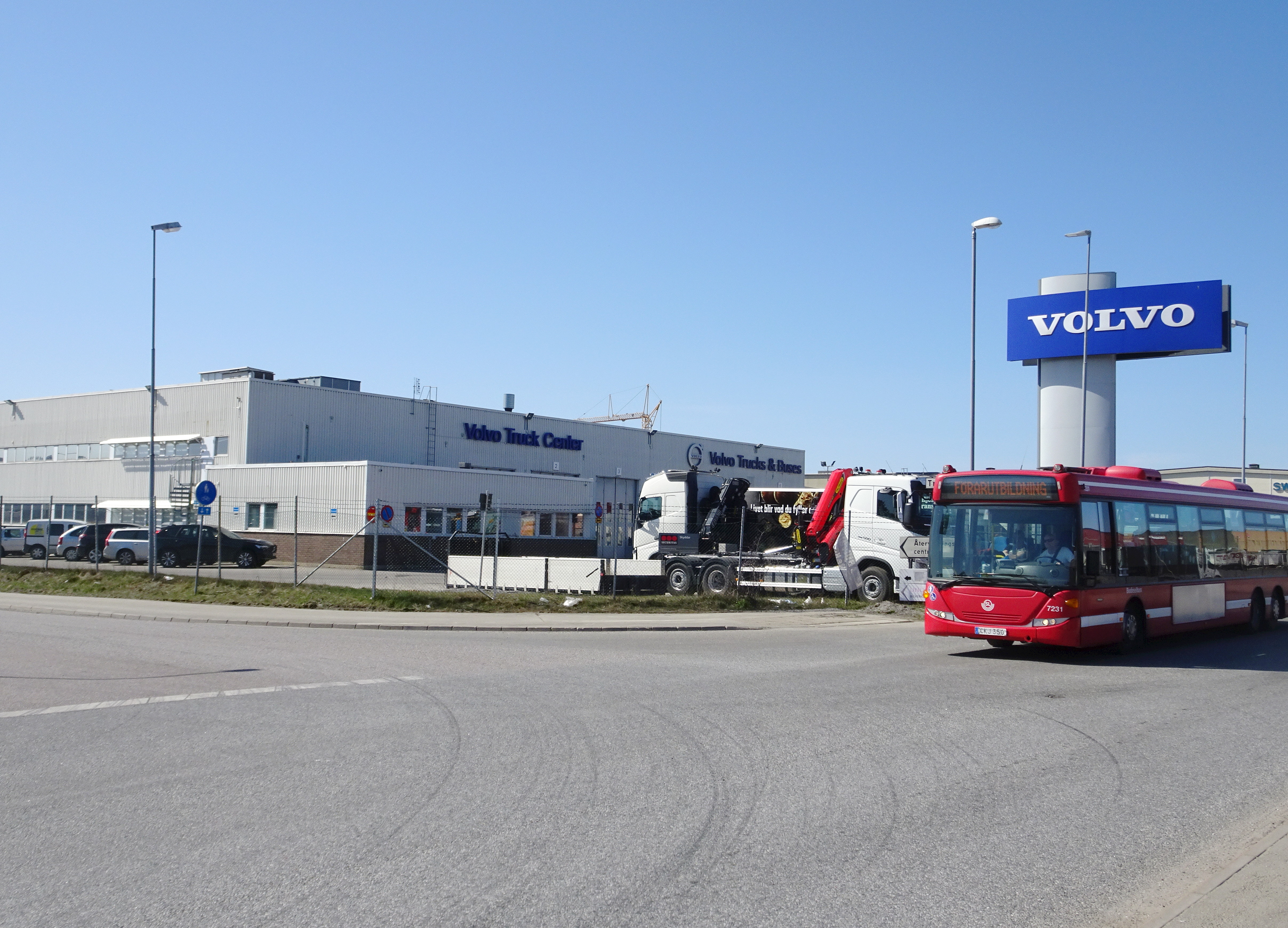
Volvo truck center, Dåntorpsvägen 11.
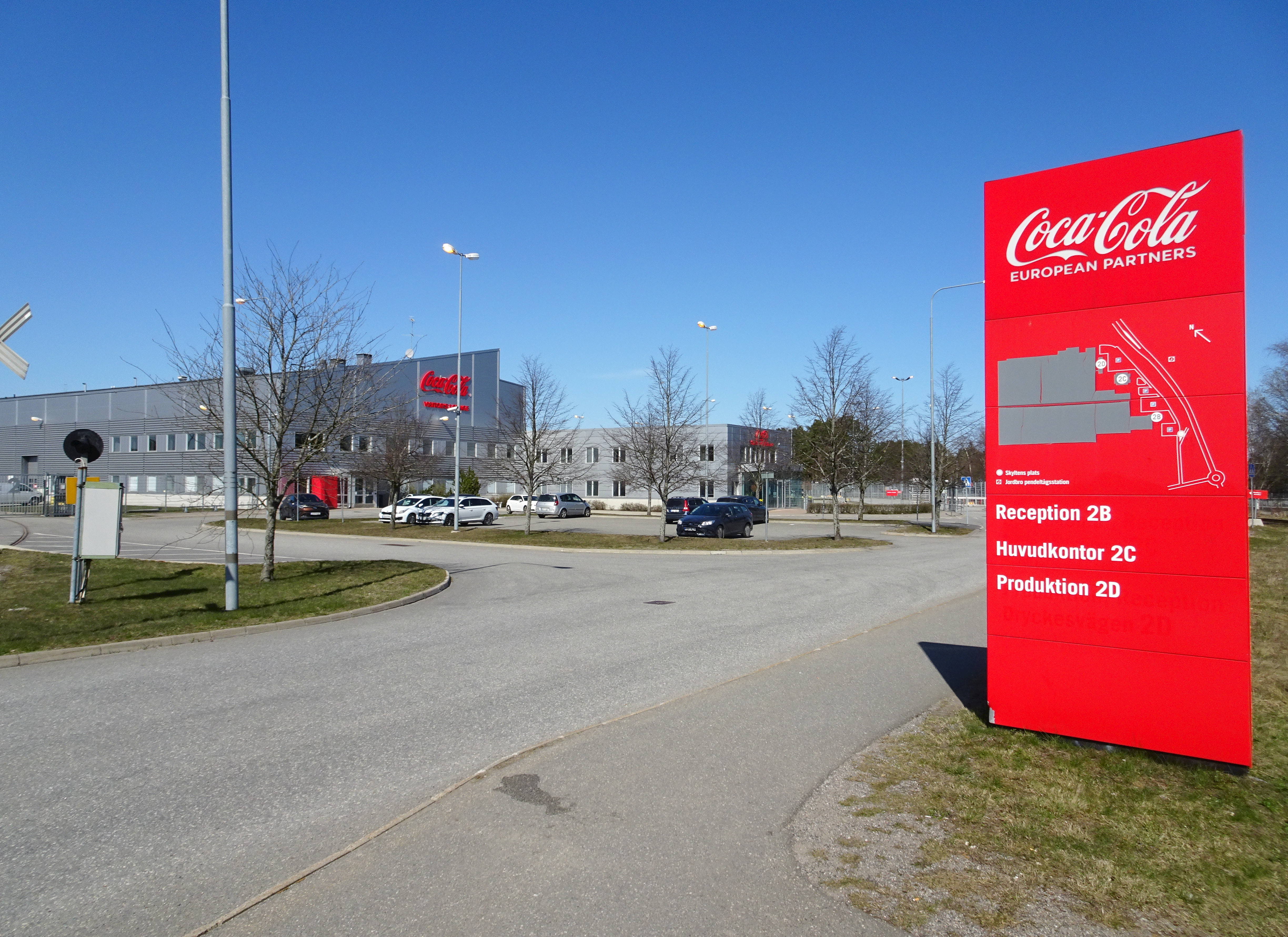
Coca-Cola, Dryckesvägen 2.

## Karta

Karta över Jordbro från 1969.